# Мігель Пальярдо
Мігель Пальярдо (ісп. Miguel Pallardó, нар. 5 вересня 1986, Алакуас) — іспанський футболіст, що грав на позиції півзахисника за низку іспанських клубних команд, а також за молодіжну збірну Іспанії.

## Клубна кар'єра
Народився 5 вересня 1986 року в Алакуасі. Вихованець футбольної академії «Валенсії».
У дорослому футболі дебютував 2004 року виступами за команду «Валенсія Месталья», а з наступного року почав залучатися до складу головної команди валенсійського клубу. Стати основним гравцем у рідній команді не вдалося і 2007 року Пальярдо перейшов до «Хетафе», за який відіграв один сезон, також в Ла-Лізі.
2008 року перейшов до друголігового «Леванте», якому за два роки допоміг підвищитися в класі до елітного іспанського дивізіону і з 2010 по 2014 рік знову виступав у Ла-Лізі. Частину 2013 року провів в оренді в «Альмерії».
2014 року перебрався до Шотландії, де протягом двох сезонів грав за «Гартс». Залишивши шотландський клуб влітку 2016, деякий час був без команди, а в лютому наступного року приєднався до японського «В-Варен Нагасакі», за який провів лише декілька ігор.
Завершував ігрову кар'єру на батьківщині у третьоліговому «Реал Мурсія» 2018 року.

## Виступи за збірні
2002 року дебютував у складі юнацької збірної Іспанії (U-17), загалом на юнацькому рівні взяв участь у 7 іграх.
2007 року провів дві гри за молодіжну збірну Іспанії.